# 責任の家

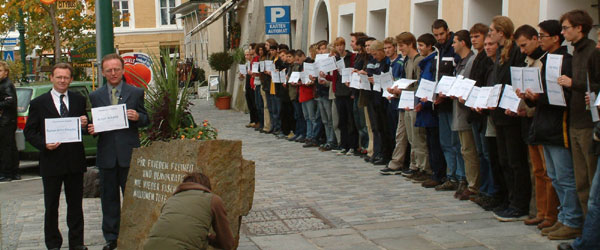
ヒトラーの生家の前に立つ、ブラウナウ市長ゲアハルト・シーバ、アンドレアス・マイスリンガーおよびオーストリア・ホロコースト継承奉仕従事者ら。

責任の家（独: Haus der Verantwortung）は、若年者が過去、現在、将来についてのプロジェクトに取り組むための国際会議の場を、アドルフ・ヒトラーの生家の中に設けるというコンセプトである。ヒトラーの生家はオーストリア、オーバーエスターライヒ州のブラウナウ・アム・インに所在する。 かつて飲食店であったヒトラーの生家は、第三帝国時代にはナチ党の文化の中心であった。戦後、ヒトラーの生家は障害者の福祉施設などとして用いられた後、2011年からは空き家となっていた。

## ブラウナウでの署名運動
オーストリア自由党（FPÖ）が当時の党首イェルク・ハイダーのもとで2000年に連立与党となってから、地域新聞「ブラウナウ・ルントゥシャウ（Braunauer Rundschau）」は、「Braunau setzt ein Zeichen」というスローガンのもと、署名を集めるキャンペーンを開始した。オーストリアの歴史学者であり、オーストリア・ホロコースト継承奉仕およびブラウナウ現代史の日の創設者であるアンドレアス・マイスリンガーは、この呼びかけに呼応し、ヒトラーの生家に「責任の家」を設けることを提案した。

## 過去・現在・未来
2000年5月4日、「ブラウナウ・ルントゥシャウ」は、アンドレアス・マイスリンガーの考えを以下のように紹介した。

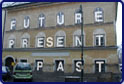
責任の家のコンセプト

（英訳）欧州連合加盟国からのボランティア、オーストリア社会奉仕に従事している者およびオーストリア海外奉仕にかつて従事していた者が、共に働き、生活することとなる。これにより、継続的な意見交換が行われる。「責任の家」は、全く新しい何かとなるべきである。建物は3つの階に分けられ、1階では「負の遺産」の継承およびナチズムの背景の一新が行われる。2階は現在を対象とし、例えばオーストリア海外奉仕や第三世界の人権に関するプロジェクトなどによる、人々に対する具体的な支援が提供される。3階では、より平和な未来を作るためのアイデアが持ち寄られる。

このプロジェクトの哲学的な基礎は、ハンス・ヨナスが1979年に著した『Das Prinzip Verantwortung（邦題：責任という原理：科学技術文明のための倫理学の試み）』という書籍である。

## 実現
このプロジェクトは提案から数年のうちには実現されなかったが、責任を取るというアイデア自体は残されていた。2005年には、ヒトラーの生家近くの家の所有者が、プロジェクトのためにその家を提供した。2002年、オーストリア・ホロコースト継承奉仕の従事者が、ヒトラーの生家の前において、オーストリア人である「諸国民の中の正義の人」の記念を行った。2009年10月、ブラウナウ市長ゲアハルト・シーバは、オーストリアの新聞「Kurier」紙上で、ヒトラーの生家に「平和の家」または「責任の家」を設けることを支持すると初めて表明した。
2014年上半期に、責任の家は、一般市民ならびにニューヨークの名誉毀損防止同盟、オシフィエンチムのアウシュビッツ・ジューイッシュ・センター、ブダペストの欧州ロマ人権センター、南京のジョン・ラーベおよび国際安全区記念館といった著名な国際機関から支持を得たが、ヒトラーの生家を活用するという最終決定はいまだなされていない。

## サポーター

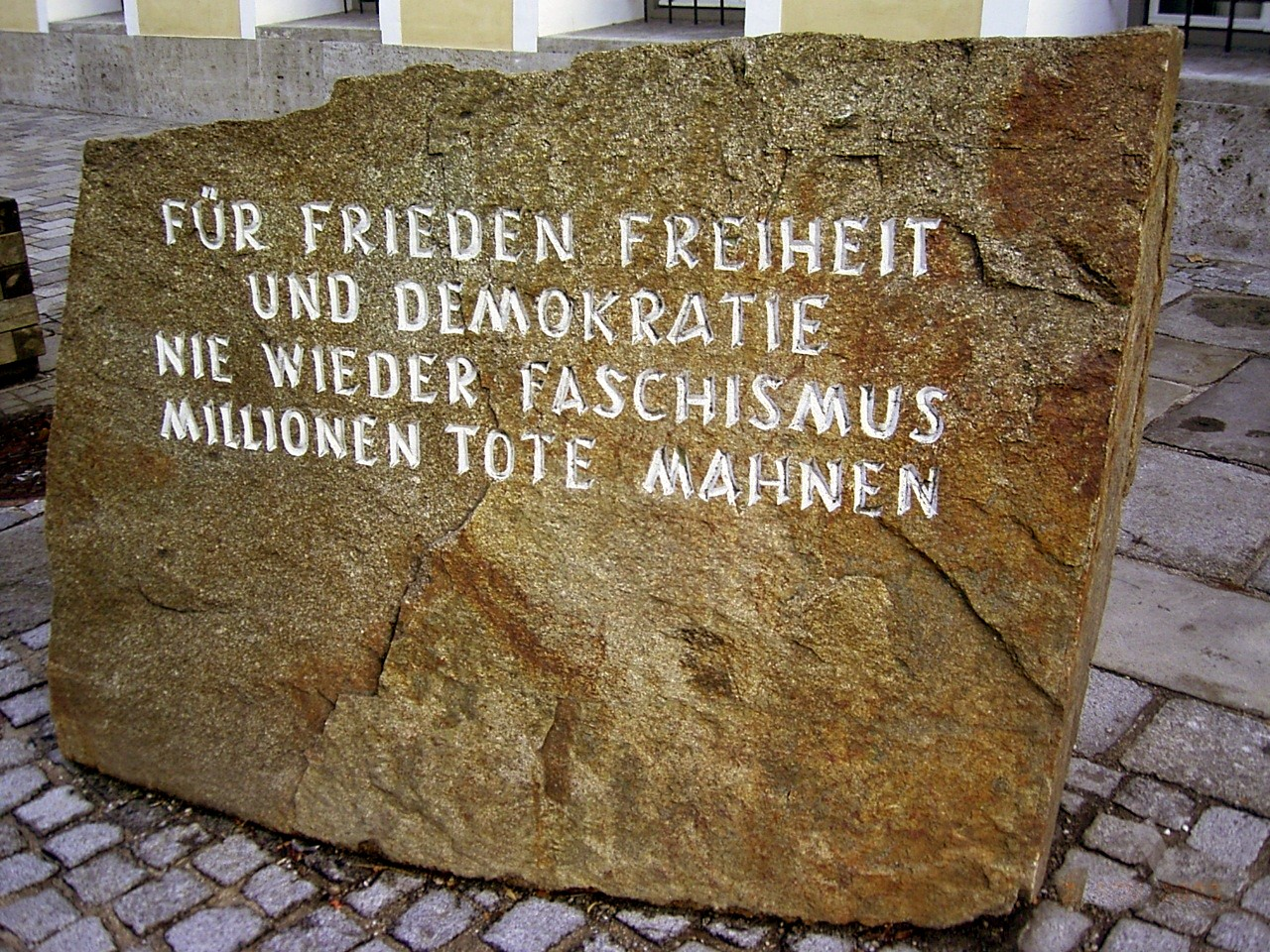
ヒトラー生誕地の記念碑

アルゼンチン
エリカ・ローゼンベルグ
オーストリア
エミール・ブリックス、 エアハート・ブーゼク、ヴァリー・エクスポート、 フランツ・フィシュラ―、アルフレート・グーゼンバウアー、 ヴィヒ・ラーハー、フェルディナンド・トラウトマンスドルフ
ブラジル
アルベルト・ディネス
中国
パン・グアン （潘光）
フランス
ミシェル・キュラン、ベアーテ・クラールスフェルト
ドイツ
マルクス・ファーバー、ステファン・クライン
ハンガリー
ジェルジュ・ダロス、 パウル・レンドバイ
イスラエル
ベン・ゼーゲンライヒ、モシェ・ツィメルマン
ポランンド
ヴワディスワフ・バルトシェフスキ
ロシア
イリヤ-・アルトマン
スウェーデン
ゲーラルド・ナーグラー
スイス
ベーア・ババイス
ウクライナ
ボリス・サバルコ
英国
ラーディスラウス・レーブ
米国
エイブラハム・フォックスマン、 ブランコ・ラスティグ

## 参照
- en:Hitler birthplace memorial stone
- en:Braunau Contemporary History Days
- オーストリア海外奉仕
- オーストリア社会奉仕
- アンドレアス・マイスリンガー